# Pseudoparanaspia nigra
Pseudoparanaspia nigra là một loài bọ cánh cứng trong họ Cerambycidae.